# Литвиновка (Смоленская область)
Литвиновка — деревня в Смоленской области России, в Ершичском районе. Расположена в южной части области  в 13  км к юго-западу от Ершичей и в 9 км к востоку от границы с Беларусью.
Население — 129 жителей  (2007 год). Административный центр Беседковского сельского поселения.

## История
Из этой деревни был родом Митрохин Иван Никитич, командир огневого взвода 535-го истребительного противотанкового артиллерийского полка 15 отдельной истребительной артиллерийской Сивашской бригады Резерва Главного Командования.
Погиб в бою 2 мая 1945 года в г. Гольдберг на северо-востоке Германии (земля Мекленбург-Передняя Померания). Награждён орденом Отечественной войны II степени посмертно.

## Экономика
Средняя школа, дом культуры, библиотека.